# Войцехув (Казімерський повіт)
Войцехув (пол. Wojciechów) — село в Польщі, у гміні Казімежа-Велька Казімерського повіту Свентокшиського воєводства.
Населення — 548 осіб (2011).
У 1975-1998 роках село належало до Келецького воєводства.

## Демографія
Демографічна структура на день 31 березня 2011 року:
|          | Загалом | Допрацездатний вік | Працездатний вік | Постпрацездатний вік |
| -------- | ------- | ------------------ | ---------------- | -------------------- |
| Чоловіки | 266     | 38                 | 193              | 35                   |
| Жінки    | 282     | 43                 | 173              | 66                   |
| Разом    | 548     | 81                 | 366              | 101                  |